# Nikola Pavić
Nikola Pavić (Zagreb, 22. srpnja 1898. – Zagreb, 16. prosinca 1976.) hrvatski pjesnik i prosvjetar. Sin je istoimenog učitelja i pjesnika iz Požege Nikole D. Pavića Hortenzija.

## Životopis
Nikola Pavić studirao je na Višem gospodarskom učilištu u Križevcima te na Filozofskom fakultetu u Zagrebu. Radio je kao učitelj u Međimurju, Podravini i Zagrebu, gdje je od 1950. bio tajnikom Matice hrvatske. Pisao je poeziju na međimurskom kajkavskom narječju. Prva mu je zbirka pjesama na književnom jeziku tiskana 1922. u Čakovcu, a u Zlataru je 1923. objavio prvu svoju kajkavsku zbirku Pozableno cvetje. Najboljim njegovim zbirkama poezije smatraju se Međimurska zemlja iz 1951. i Prsten zvenknul iz 1968. u kojoj je tiskana i pjesma "Međimurska" koja se često citira u raznim knjigama vezanim uz Međimurje.
Pjesme su mu tiskane u domaćim i stranim antologijama i izborima, a neke su prevedene na mađarski, ruski, talijanski i njemački jezik, a on sam preveo je desetak pjesama mađarskih pjesnika.

## Djela
- Lirika, Čakovec, 1922.
- Pozableno cvetje, Zlatar, 1923.
- Zlatni orasi, pjesme za djecu, Čakovec, 1924.
- Zvjezdano jezero, pjesme za djecu, Čakovec [Zlatar], 1925.
- Čudnovata školjka, pjesme za djecu, Zagreb, 1930.
- Popevke, Zagreb, 1940.
- Međimurska zemlja, Zora, Zagreb, 1951.[3]
- Zvira voda, Zagreb, 1957.
- Prsten zvenknul, Ogranak Matice hrvatske, 1968.
- Izabrana djela, PSHK, knj. 105, Zagreb, 1973.

## Vanjske poveznice
- LZMK / Hrvatska enciklopedija: Pavić, Nikola
- LZMK / Proleksis enciklopedija: Pavić, Nikola